# Ceraeochrysa josephina
Ceraeochrysa josephina is een insect uit de familie van de gaasvliegen (Chrysopidae), die tot de orde netvleugeligen (Neuroptera) behoort. 
Ceraeochrysa josephina is voor het eerst wetenschappelijk beschreven door Navás in 1926.